# زمین‌لرزه ۱۹۲۴ چین
زمین‌لرزه چین  در تاریخ ۳ ژوئیه ۱۹۲۴ میلادی، برابر با ‎۱۲ تیر ۱۳۰۳، ساعت ۴:۴۰:۱۴ به زمان یوتی‌سی در چین رخ داد. ژرفای این زلزله ۳۵ کیلومتر بود. بزرگی آن ۷٫۱ در مقیاس Mw اعلام شده‌است. زمین‌لرزه به وقت محلی در روز پنج‌شنبه، ساعت ۱۲ روی داده و منطقه زمانی آن یوتی‌سی +۸ بوده‌است .
سازمان زمین‌شناسی آمریکا نیز جای این زمین‌لرزه را در مختصات ۳۶°۴۸′شمالی ۸۳°۴۸′شرقی / ۳۶٫۸°شمالی ۸۳٫۸°شرقی و بزرگی آنرا برابر با ۷٫۳ در مقیاس ریشتر اعلام کرده‌است. ژرفای گزارش شده از سوی این سازمان ۳۳ کیلومتر می‌باشد.
شمار کشتگان زلزله حدود ۲۵۵ نفر بوده‌است.